# Dom z papieru

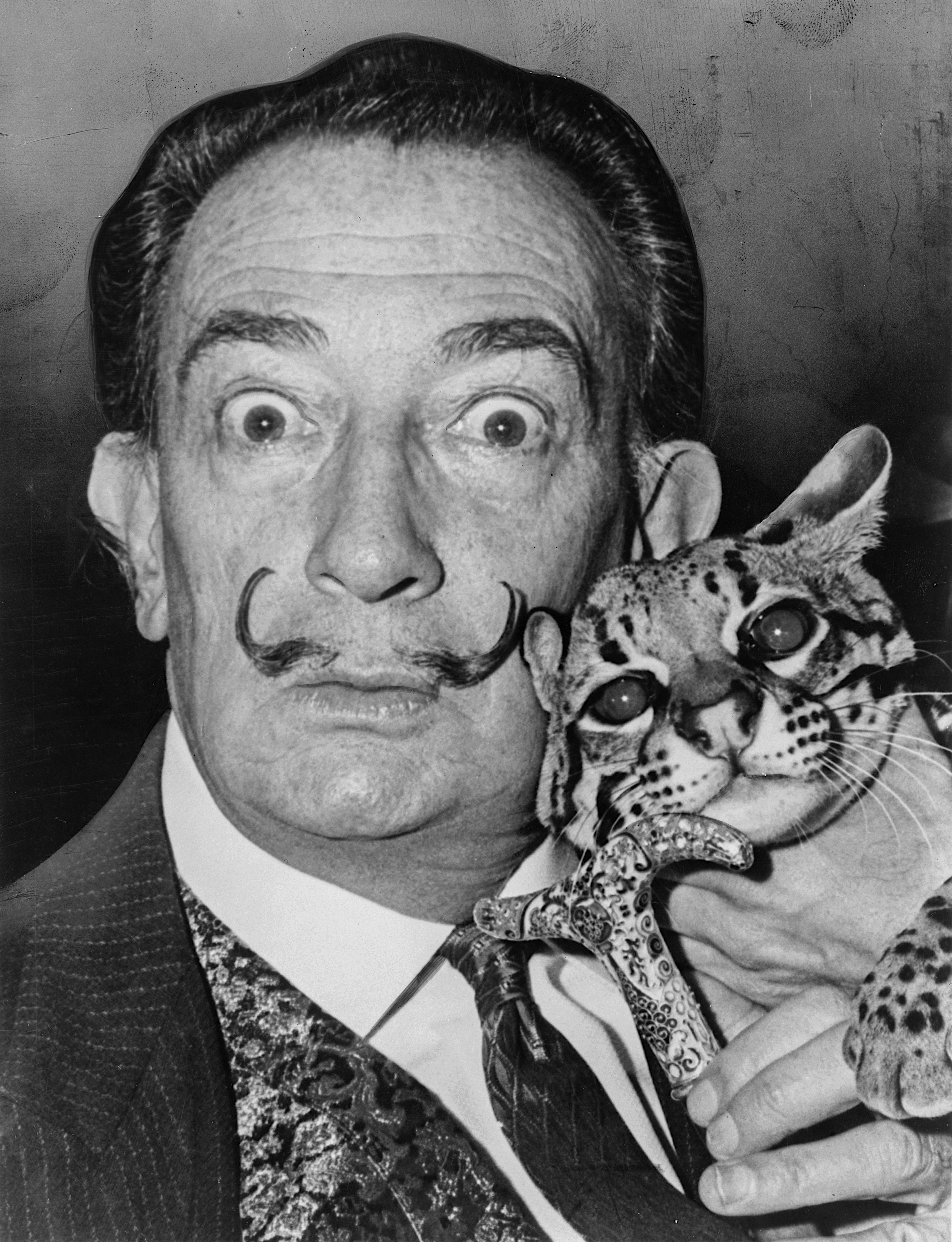
Salvador Dalí – kataloński malarz, którego wizerunek wybrano na projekt serialowych masek

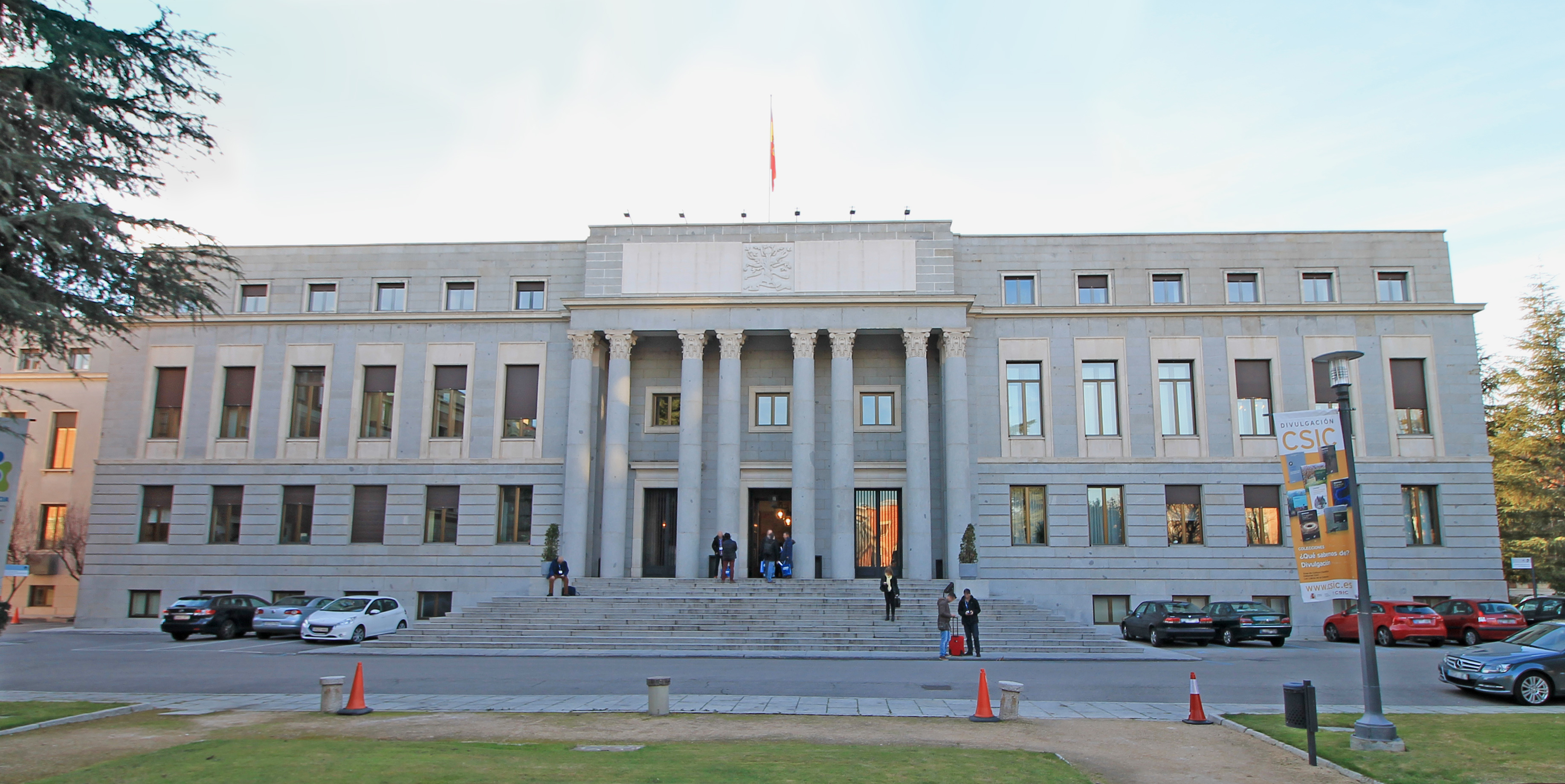
Serialowa siedziba hiszpańskiej mennicy – główne miejsce akcji 1 i 2 serii (w rzeczywistości to gmach Wyższej Rady Badań Naukowych w Madrycie)

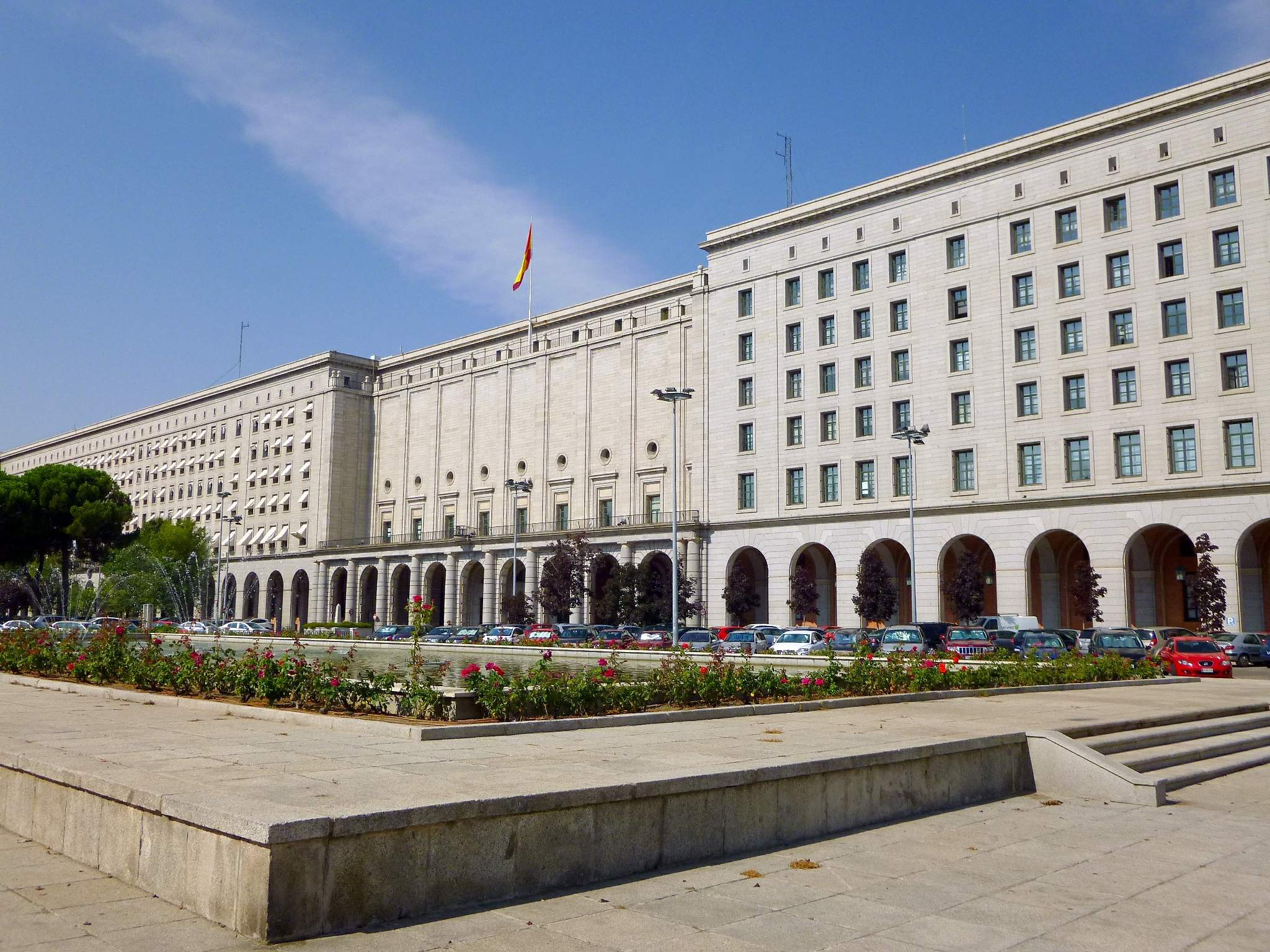
Serialowa siedziba Banku Hiszpanii – główne miejsce akcji 3, 4 i 5 serii (w rzeczywistości to gmach Nowych Ministerstw przy Paseo de la Castellana w Madrycie)

Dom z papieru (hiszp. La casa de papel, ang. Money Heist) – hiszpański serial sensacyjno-kryminalny (heist film), tworzony w latach 2017–2021, premierowo wyemitowany w 2017 na kanale telewizyjnym Antena 3 (15 pierwszych odcinków), a następnie na platformie Netflix.

## Fabuła

### Seria 1
Człowiek ukrywający się pod pseudonimem „Profesor” rekrutuje grupę przestępców o różnych umiejętnościach. Celem jest dokonanie skoku stulecia – napadu na Hiszpańską Mennicę Królewską. Gdy dochodzi do realizacji planu, ludzie „Profesora” zajmują obiekt i biorą zakładników.

### Seria 2
„Helsinki” dusi „Oslo”, by ten nie musiał się męczyć. Arturo wciąż planuje ucieczkę z mennicy. Tymczasem Raquel kontynuuje poszukiwania „Profesora” nie wiedząc, że z nim się spotyka. „Moskwa” zostaje postrzelony, żegna się z przyjaciółmi i synem, po czym umiera. „Profesor” dostaje się tunelem do mennicy wraz z drużyną, biorą pieniądze i uciekają, a „Berlin” zostaje w mennicy by zatrzymać policję i wielokrotnie zostaje postrzelony. Gang rozchodzi się w różne strony świata. Po roku Raquel spotyka „Profesora” i zaczynają wszystko od nowa.

### Seria 3
„Profesor” i spółka łączą siły, aby uwolnić „Rio”. Tym razem planują brawurowy i niebezpieczny napad na Bank Hiszpanii.

### Seria 4
„Profesorowi” coraz trudniej jest realizować plan, a cała ekipa musi walczyć z przeciwnikami po obu stronach bankowej barykady.

### Seria 5 (część 1)
Alicia Sierra próbuje wydusić plan od Profesora. Policja przedstawia fałszywe dokumenty na temat Sierry która teraz nie ma już nic do stracenia, kiedy niespodziewanie Alicia Sierra zaczyna rodzić.

### Seria 5 (część 2)
Kiedy zespół pogodził się ze stratą przyjaciółki wszystko powoli wraca do normy, udaje się przetopić oraz dostarczyć złoto do kryjówki profesora. Syn oraz była żona „Berlina” znając plan próbują ukraść złoto profesora, a policja wchodzi do banku.

## Serial, a rzeczywistość
Serial pokazuje opór i bunt wobec władzy, rządu i osób sterujących światem. Przez wszystkie sezony przewija się słynna włoska piosenka pt. Bella ciao, która była kiedyś hymnem antyfaszystów we Włoszech. Dzisiaj wiele organizacji, aktywistów i osób, którzy chcą pokazać bunt przeciwko władzy, zakładają słynny strój bohaterów serialu i śpiewają tę piosenkę.

## Projekt
Wygląd i atmosfera serialu zostały opracowane przez twórcę Álexa Pinę, reżysera Jesúsa Colmenara i operatora zdjęć Migue Amoedo, opisywanych przez La Vanguardia „najbardziej płodne trio telewizyjne ostatnich lat”. Rolę dyrektora artystycznego pełnił Abdón Alcañiz. W trakcie ich współpracy dla danej produkcji wybierany jest zwykle jeden kolor dla danego projektu. Dom z papieru otrzymał kolor czerwony jako „jedną z wyróżniających cech serii”.
Wizerunek Salvadora Dalego został wybrany na projekt maski ze względu na rozpoznawalne oblicze Dalego, które służy również jako kultowe odniesienie kulturowe do Hiszpanii, wcześniej rozważano wykorzystanie wizerunku Don Kichota, ale został on odrzucony. Wybór ten wywołał krytykę ze strony fundacji Gala-Salvador Dalí, której nie zapytano o pozwolenie na wykorzystanie wizerunku Dalego.

## Odcinki
Sezon pierwszy ma 13 odcinków, natomiast sezon drugi 9 odcinków. Akcja pierwszego i drugiego sezonu ma miejsce w serialowej hiszpańskiej mennicy narodowej. Sezon trzeci i sezon czwarty posiadają po 8 odcinków na sezon i kręcone są w zupełnie innym miejscu – serialowym Banku Hiszpanii. Sezon piąty (finałowy) został podzielony na dwie części po 5 odcinków.

## Obsada
- Úrsula Corberó – Silene Oliveira „Tokio” (postać pełniąca funkcję narratora)
- Álvaro Morte – Sergio Marquina „Profesor”
- Pedro Alonso – Andrés de Fonollosa „Berlin”
- Alba Flores – Ágata Jímemez „Nairobi”
- Miguel Herrán – Aníbal Cortes „Rio”
- Paco Tous – Agustín Ramos „Moskwa”
- Jaime Lorente – Daniel Ramos „Denver”
- Darko Peric(inne języki) – Radko Dragic „Helsinki”
- Roberto Garcia Ruiz(inne języki) – Mirko Dragic „Oslo”
- Itziar Ituño – Raquel Murillo „Lizbona”
- Esther Acebo – Mónica Gaztambide „Sztokholm”
- Rodrigo De la Serna – Martín Berrote „Palermo”
- Hovik Keuchkerian – Santiago Lopez „Bogota”
- Luka Peroš – „Marsylia”
- Najwa Nimri – Alicia Sierra
- Enrique Arce(inne języki) – Arturo „Arturito” Román
- Mario de la Rosa – Suárez
- Juan Fernandes – pułkownik Alfonso Prieto
- Jose Manuel Poga – Cesar Gandia
- María Pedraza – Alison Parker
- Fernando Cayo – pułkownik Luis Tamayo
- Jose Manuel Seda – major Sagasta
- Jennifer Miranda – Arteche
- Diana Gómez – Tatiana
- Patrick Criado – Rafael